# Serravalle Langhe
Serravalle Langhe là một đô thị tại tỉnh Cuneo trong vùng Piedmont của Italia, vị trí cách khoảng 60 km về phía đông nam của Torino và khoảng 45 km về phía đông bắc của Cuneo. Tại thời điểm ngày 31 tháng 12 năm 2004, đô thị này có dân số 340 người và diện tích 9,1 km².
Đô thị Serravalle Langhe có các frazione (đơn vị cấp dưới) Villa.
Serravalle Langhe giáp các đô thị: Bossolasco, Cerreto Langhe, Cissone, Feisoglio và Roddino.